# Jeff Wilkins
Jeffrey "Jeff" Wilkins (Chicago, Illinois, 9 de marzo de 1955) es un exjugador de baloncesto estadounidense que jugó seis temporadas en la NBA, además de hacerlo en la CBA, la liga italiana y la liga francesa. Con 2,11 metros de estatura, lo hacía en la posición de pívot.

## Trayectoria deportiva

### Universidad
Tras permanecer un año en el Comunnity College de Blackhawk ,jugó durante tres temporadas con los Redbirds de la Universidad Estatal de Illinois, en las que promedió 16,4 puntos y 9,8 rebotes por partido. Lideró al equipo en anotación y rebotes en 1977, llegando a los cuartos de final del NIT, torneo en el que fue incluido en el segundo mejor quinteto.

### Profesional
Fue elegido en la trigésimo séptima posición del Draft de la NBA de 1977 por San Antonio Spurs, equipo con el que firmó contrato, pero fue despedido antes del comienzo de la temporada. Tras verse sin equipo, se marchó a jugar al Mobiam Udine de la Serie A2 italiana, donde promedió 13,0 puntos y 9,5 rebotes por partido en su única temporada.
Regresa al año siguiente a su país para jugar en los Hawaii Volcanos de la CBA, y al año siguiente, tras un frustrado fichaje por Chicago Bulls, firma como agente libre por Utah Jazz. Allí es utilizado por Tom Nissalke como suplente de Wayne Cooper, promediando en su primera temporada 4,7 puntos y 4,9 rebotes por partido. Tras la marcha de Cooper a Dallas Mavericks se hace con el puesto de titular, y ya a las órdenes de Frank Layden se convierte en el mejor reboteador del equipo, con 7,5 rechaces por encuentro, a los que suma 9,3 puntos.
Se consolidaría al año siguiente, mejorando su aportación en ataque, con 11,5 puntos por partido, además de 7,4 rebotes, todo ello cediendo minutos de juego y titularidad al gigantesco rookie Mark Eaton. Jugó tres temporadas más con los Jazz, en las que fue perdiendo protagonismo paulativamente, hasta que medida la temporada 1985-86 fue traspasado a San Antonio Spurs a cambio de Marc Iavaroni y Jeff Cook. Allí daría minutos de descanso al titular Steve Johnson, acabando el año con 4,8 puntos y 4,7 rebotes por partido.
Tras no renovar contrato con los Spurs, regresó a Europa para fichar por el Olympique Antibes de la liga francesa, con los que disputó también la Copa Korac. Al año siguiente fichó por el AMG Sebastiani Rieti italiano, pero solo jugó 6 partidos en los que promedió 15,7 puntos y 9,0 rebotes.
Se fue a vivir a Francia, donde se casi y tuvo un hijo, John, que actualmente sigue los pasos de su padre en su misma universidad, Illinois State, y tras varios años alejado de las pistas, jugó una última temporada con el Le Mans Sarthe Basket.

## Estadísticas de su carrera en la NBA

### Temporada regular
| Temporada | Edad | Equipo            | Liga | P   | TIT | MIN  | TC  | TCA  | %TC  | 3P  | 3PA | %3P  | TL  | TLA | %TL  | R.OF. | R.DEF. | REB | ASIS | ROB | TAP | PER | FP  | PTS  |
| 1980-81   | 25   | Utah Jazz         | NBA  | 56  |     | 18.9 | 2.1 | 4.6  | .450 | 0.0 | 0.0 |      | 0.5 | 0.7 | .675 | 1.1   | 3.8    | 4.9 | 0.7  | 0.6 | 0.8 | 1.1 | 3.0 | 4.7  |
| 1981-82   | 26   | Utah Jazz         | NBA  | 82  | 62  | 27.7 | 3.8 | 8.8  | .437 | 0.0 | 0.0 | .000 | 1.7 | 2.1 | .778 | 1.5   | 6.0    | 7.5 | 1.1  | 0.4 | 0.9 | 1.6 | 3.0 | 9.3  |
| 1982-83   | 27   | Utah Jazz         | NBA  | 81  | 34  | 28.5 | 4.8 | 10.1 | .477 | 0.0 | 0.0 | .000 | 1.9 | 2.5 | .780 | 1.9   | 5.5    | 7.4 | 1.6  | 0.5 | 0.5 | 2.3 | 3.1 | 11.5 |
| 1983-84   | 28   | Utah Jazz         | NBA  | 81  | 1   | 21.4 | 3.1 | 6.4  | .479 | 0.0 | 0.0 | .000 | 1.7 | 2.2 | .736 | 1.3   | 4.3    | 5.6 | 0.9  | 0.3 | 0.5 | 1.3 | 2.5 | 7.8  |
| 1984-85   | 29   | Utah Jazz         | NBA  | 79  | 0   | 19.1 | 3.6 | 7.4  | .490 | 0.0 | 0.0 | .000 | 0.8 | 1.0 | .763 | 1.0   | 3.6    | 4.6 | 1.0  | 0.4 | 0.2 | 1.2 | 2.2 | 8.0  |
| 1985-86   | 30   | TOTAL             | NBA  | 75  | 4   | 15.0 | 2.0 | 5.0  | .393 | 0.0 | 0.0 |      | 0.8 | 1.2 | .624 | 1.0   | 2.6    | 3.6 | 0.6  | 0.1 | 0.3 | 0.7 | 2.1 | 4.7  |
| 1985-86   | 30   | Utah Jazz         | NBA  | 48  | 2   | 12.6 | 2.0 | 5.0  | .400 | 0.0 | 0.0 |      | 0.6 | 1.0 | .638 | 0.8   | 2.2    | 3.0 | 0.6  | 0.1 | 0.2 | 0.7 | 1.8 | 4.6  |
| 1985-86   | 30   | San Antonio Spurs | NBA  | 27  | 2   | 19.3 | 1.9 | 5.0  | .381 | 0.0 | 0.0 |      | 1.0 | 1.7 | .609 | 1.3   | 3.4    | 4.7 | 0.7  | 0.3 | 0.4 | 0.7 | 2.6 | 4.8  |
| Total     |      |                   | NBA  | 454 | 101 | 22.0 | 3.3 | 7.2  | .459 | 0.0 | 0.0 | .000 | 1.3 | 1.7 | .743 | 1.3   | 4.4    | 5.7 | 1.0  | 0.4 | 0.5 | 1.4 | 2.6 | 7.9  |

### Playoffs
| Temporada | Edad | Equipo            | Liga | P  | MIN | TCA | TC  | 3PA | 3P | TLA | TL | R.OF. | REB | ASIS | ROB | TAP | PER | FP | PTS | %TC  | %3P  | %FT  | MIN  | PTS  | REB | AST |
| 1983-84   | 28   | Utah Jazz         | NBA  | 11 | 205 | 30  | 57  | 0   | 0  | 17  | 22 | 10    | 49  | 5    | 0   | 5   | 11  | 32 | 77  | .526 |      | .773 | 18.6 | 7.0  | 4.5 | 0.5 |
| 1984-85   | 29   | Utah Jazz         | NBA  | 10 | 257 | 51  | 118 | 0   | 1  | 27  | 35 | 13    | 63  | 13   | 4   | 5   | 15  | 27 | 129 | .432 | .000 | .771 | 25.7 | 12.9 | 6.3 | 1.3 |
| 1985-86   | 30   | San Antonio Spurs | NBA  | 3  | 16  | 0   | 1   | 0   | 0  | 0   | 0  | 0     | 3   | 0    | 0   | 2   | 0   | 6  | 0   | .000 |      |      | 5.3  | 0.0  | 1.0 | 0.0 |
| Total     |      |                   | NBA  | 24 | 478 | 81  | 176 | 0   | 1  | 44  | 57 | 23    | 115 | 18   | 4   | 12  | 26  | 65 | 206 | .460 | .000 | .772 | 19.9 | 8.6  | 4.8 | 0.8 |